# Фарид Мамедов
Фари́д Мамедов (азерб. Fərid Məmmədov; нар. 30 серпня 1991 року, Баку, Азербайджан) — азербайджанський співак. Представляв Азербайджан на Євробаченні 2013 з піснею «Hold Me», виборовши 2-ге місце у фіналі конкурсу.